# 褐岩䳭
褐岩䳭（Oenanthe fusca）是屬於鹟科的一種鳥。它主要分布在印度北部和中部。人們經常在旧建筑物和岩石中發現褐岩䳭的蹤跡。褐岩䳭主要以昆虫为食。褐岩䳭於1851年被愛德華·布萊思首次描述。